# Турес (Болцано)
Турес је насеље у Италији у округу Болцано, региону Трентино-Јужни Тирол.
Према процени из 2011. у насељу је живело 99 становника. Насеље се налази на надморској висини од 864 м.